# Louis Trousselier
Louis Auguste Trousselier (Parigi, 29 giugno 1881 – Parigi, 24 aprile 1939) è stato un ciclista su strada e pistard francese attivo nei primi anni del Novecento; vinse il Tour de France 1905, la Parigi-Roubaix dello stesso anno e dodici tappe al Tour. Nel 1900 partecipò ai Giochi della II Olimpiade, vincendo la medaglia di bronzo nella corsa a punti.

## Carriera
Con la nazionale francese partecipò ai Giochi della II Olimpiade di Parigi del 1900, gareggiando su pista nella corsa a punti e nella 25 km. Nella prima specialità si aggiudicò la medaglia di bronzo
Si mise in luce già nel 1903, arrivando terzo nella Parigi-Roubaix, ma, nel corso degli anni, conquistò notorietà grazie alle sue performance al Tour de France: si aggiudicò l'edizione del 1905 che prevedeva, tra l'altro, per la prima volta la scalata di alcune difficili salite come il Ballon d'Alsace. Si aggiudicò in totale cinque vittorie di tappa e la sua partecipazione alla maggior corsa a tappe francese fu possibile solo grazie ad un permesso rilasciatogli per poter lasciare temporaneamente il servizio militare.
Anche nel 1906 fu grande protagonista, vincendo quattro tappe, ma trovò in René Pottier un avversario troppo ostico da superare e dovette così accontentarsi del terzo posto sul podio. Nelle edizioni seguenti riuscì a vincere qualche tappa, ma non più ad essere competitivo per la vittoria finale. Nelle corse in linea colse buoni piazzamenti e vinse la Parigi-Roubaix nel 1905 e la Bordeaux-Parigi nel 1908.
Gareggiò fino al 1914, poi svolse l'attività di fioraio a Parigi, dove rimase fino alla morte, sopraggiunta all'età di 58 anni il 24 aprile 1939.
Aveva anche due fratelli che gareggiarono entrambi, anche se con minor fortuna: André Trousselier e Leopold Trousselier.

## Palmarès
- 1901 (dilettante)

Paris-Caen
- 1902 (individuale, tre vittorie)

Paris-Rennes
Toulouse-Luchon-Toulouse
Guingamp-Lamballe-Guingamp
- 1905 (Peugeot, nove vittorie)

Bruxelles-Roubaix
Parigi-Roubaix
Paris-Valenciennes
1ª tappa Tour de France (Parigi > Nancy)
3ª tappa Tour de France (Besançon > Grenoble)
5ª tappa Tour de France (Tolone > Nîmes)
7ª tappa Tour de France (Tolosa > Bordeaux)
9ª tappa Tour de France (La Rochelle > Rennes)
Classifica generale Tour de France
- 1906 (Peugeot, cinque vittorie)

7ª tappa Tour de France (Marsiglia > Tolosa)
9ª tappa Tour de France (Bayonne > Bordeaux)
10ª tappa Tour de France (Bordeaux > Nantes)
11ª tappa Tour de France (Nantes > Brest)
Parigi-Tourcoing
- 1907 (Alcyon-Dunlop, una vittoria)

1ª tappa Tour de France (Parigi > Roubaix)
- 1908 (Alcyon-Dunlop, una vittoria)

Bordeaux-Parigi
- 1909 (Alcyon-Dunlop, una vittoria)

11ª tappa Tour de France (Bordeaux > Nantes)
- 1910 (Alcyon-Dunlop, una vittoria)

12ª tappa Tour de France (Bordeaux > Nantes)

## Piazzamenti

### Grandi Giri
- Tour de France

1905: vincitore
1906: 3º
1907: ritirato (10ª tappa)
1908: ritirato (2ª tappa)
1909: 8º
1910: ritirato (14ª tappa)
1911: ritirato (3ª tappa)
1913: 11º
1914: 38º
- Giro d'Italia

1909: ritirato (5ª tappa)

### Classiche monumento
- Milano-Sanremo

1908: 5º
1910: ritirato
1911: 2º
- Parigi-Roubaix

1903: 3º
1905: vincitore
1906: 4º
1907: 3º
1908: 5º
1909: 2º
- Giro di Lombardia

1909: 3º
1913: 11º

### Competizioni mondiali
- Giochi olimpici

Parigi 1900 - 25 km: ritirato
Parigi 1900 - Corsa a punti: 3º